# Pontos extremos da Bélgica
Esta é a lista dos Pontos extremos da Bélgica, onde estão as localidades mais ao norte, sul, leste e oeste no território belga.

## Latitude e longitude
- Ponto Setentrional: Dreef, município de Hoogstraten, Antuérpia
- Ponto Meridional: Torgny, município de Rouvroy, Luxemburgo
- Ponto Ocidental: De Panne, Flandres Ocidental
- Ponto Oriental: Krewinkel, município de Büllingen, Liège

## Altitude
- Ponto mais baixo: De Moeren, -3 m
- Ponto mais alto: Signal de Botrange, 694 m